# Dewarick Spencer
Dewarick « Dee » Spencer est un joueur de basket-ball américain, né le 4 mai 1982 à Mobile en Alabama (États-Unis). Il mesure 1,93 m et joue au poste d'arrière.

## Biographie
Spencer fait sa carrière universitaire chez les Arkansas State Indians de l'Université d'État de l'Arkansas mais n'est pas sélectionné en NBA.
Il part alors jouer à Roanne en France pour la Chorale Roanne puis pour Le Mans Sarthe Basket où il va s'illustrer comme un joueur majeur. Avec ces deux clubs de la Ligue nationale de basket-ball, il remporte de nombreux titres : le titre de champion en France en 2007 avec Roanne, la semaine des As 2007, toujours avec ce même club, une seconde Semaine des As en 2009 avec le Mans et une coupe de France en 2009. À titre individuel, il est récompensé d'un titre MVP du championnat en 2007 et All-Star Game LNB 2006.
Lors de l'année 2010, il dispute une nouvelle finale du Championnat face à Cholet Basket, rencontre remportée par ce dernier club sur le score de 81 à 65. À l'issue de cette saison, il signe pour le club grec du Maroussi Athènes. Il rejoint peu de temps après l'Ukraine pour rejoindre le club de Budivelnyk Kiev. le 4 novembre 2010, il est suspendu trois mois par la FIBA pour un contrôle positif au cannabis, contrôle effectué lors de la finale 2010 du championnat de France.
En mai 2015, il signe aux Guaros de Lara, au Vénézuéla.

## Clubs successifs
- 2000 - 2001 :  Iowa Western CC (Council Bluffs, Iowa – Junior College)
- 2001 - 2002 :  Falkner State CC (Bay Minette, Alabama – Junior College)
- 2002 - 2005 :  Arkansas State University (NCAA)
- 2005 - 2007 :  Chorale Roanne (Pro A)
- 2007 - 2008 :  Virtus Bologne (Lega A) puis  Efes Pilsen Istanbul (1er division)
- 2008 - 2010 :  Le Mans (Pro A)
- 2010 :  Maroussi Athènes (Ligue HEBA)
- 2010-2011 :  Budivelnyk Kiev (Championnat d'Ukraine de basket-ball)
- 2011 :  Riyadi Club Beyrouth (Lebanese Basketball League)
- 2012 - 2013 :  Jilin Northeast Tigers (Chinese Basketball Association)
- 2013 :  Riyadi Club Beyrouth (Lebanese Basketball League)
- 2013 :  Petrochimi Bandar Imam (Iranian Basketball Super League)
- 2013 :  Zhejiang Golden Bulls (Chinese Basketball Association)
- 2014 :  Sagesse (Lebanese Basketball League)
- 2015 :  Al Mouttahed Tripoli (Lebanese Basketball League)
- depuis 2015 :  Guaros de Lara (Liga Profesional de Baloncesto)

## Palmarès

### Club
- Champion de France : 2007 avec la Chorale de Roanne
- Coupe de France : 2009 avec Le Mans
- Semaine des As : 2007, 2009 respectivement avec Roanne et avec Le Mans Sarthe Basket
- Champion d'Ukraine : 2011 avec le Budivelnyk Kiev.

### Distinctions personnelles
- Nommé dans la NABC All-NCAA District 8 2nd Team en 2005
- Nommé dans la All-Sun Belt 2nd Team en 2005

- MVP du mois d'octobre 2006 décerné par la LNB (2006-2007)
- MVP du All-Star Game 2006 français (2006-2007)
- MVP du mois de février 2007 décerné par la LNB (2006-2007)
- Meilleur marqueur (20,6 pts) et meilleure évaluation (20,1) du championnat de France Pro A, saison (2006-2007)
- MVP étranger du championnat de France de Pro A saison (2006-2007)
- MVP du mois de février 2009 décerné par la LNB (2008-2009)
- Player of The Year and Guard of the Year de l'Eurobasket.com WABA League